# نيلسون دانتاس
نيلسون دانتاس (بالبرتغالية: Nelson Dantas‏) هو ممثل برازيلي، ولد في 17 نوفمبر 1927 بريو دي جانيرو في البرازيل، وتوفي بنفس المكان في 18 مارس 2006.

## وصلات خارجية
- نيلسون دانتاس على موقع IMDb (الإنجليزية)
- نيلسون دانتاس على موقع قاعدة بيانات الفيلم (الإنجليزية)
- نيلسون دانتاس على موقع ليتربوكسد (الإنجليزية)